# 村瀬正彦
村瀬 正彦（むらせ まさひこ、1928年8月30日 - 2008年2月4日）は、日本の元男性俳優、声優。長野県上田市出身。元劇団新演代表。

## 来歴
早稲田大学第一文学部卒業。
1952年11月から1953年7月までNHK芸術劇場に在籍。同年9月、劇団七曜会に所属。1956年、作品座の結成に参加。1959年、PTC芸能部、その後、東京俳優生活協同組合所属。1962年7月、劇団三期会に入団。1964年6月に三期会を退団。同年8月、劇団新演に入団し。1965年1月の時点では同劇団の代表。
1963年、放送芸能家協会（現在の日本俳優連合）の設立の際に理事となり、1965年から1990年に体調不良により辞任するまで事務局長を務めた。
2008年2月4日逝去。

## 人物
声種はバリトン。
趣味は麻雀。

## 出演作品

### テレビドラマ
- ダイヤル110番 第119話「尾行」（1959年、NTV）
- 東芝日曜劇場 / 栄光の旗（1965年、TBS）
- 七人の刑事 第2シリーズ 第34話「殺人の条件」（1965年、TBS）
- 東芝日曜劇場 / 女と味噌汁 －その二十二－（1972年、TBS）
- 太陽にほえろ!（NTV）
  - 第163話「逆転」（1975年）
  - 第187話「愛」（1976年）
- 木下恵介・人間の歌シリーズ / もうひとつの春 第2話（1975年、TBS） - 職員
- あかんたれ 第28話（1976年、NHK）
- 少年ドラマシリーズ / 快傑黒頭巾 第6、8話（1976年、NHK）
- 明治の群像 海に火輪を（1976年、NHK） - 勝海舟
- 白い巨塔（1978年） - 大阪高等裁判所の廷吏
- 松本清張おんなシリーズ・馬を売る女（1978年、TBS）
- 熱中時代 第22話「お雛さまとさびしい宇宙人」（1979年、NTV） - 和菓子「金時屋」主人
- あめりか物語 第1話「『写真結構』の不安を抱き海を渡る日系移民の女たち」（1979年、NHK）
- 帝銀事件 大量殺人 獄中三十二年の死刑囚（1980年、ANB）
- 3年B組金八先生 第11話「母に捧げるバラード」（1980年、TBS） - 雀荘の客
- 裸の大将放浪記 第2話「欲張りの人も沢山いるので」（1980年、KTV） - 農夫
- 御宿かわせみ 第15話「江戸は雪」（1980年） - かわせみの客
- 走れ!熱血刑事 第22話「ハラジュク・レディ」（1981年）
- 遙かなりマイ・ラブ －娘たちの戦後－（1981年、TBS）
- 少年ドラマシリーズ / おれたち夏希と甲子園（1982年、NHK）
- テレビ放送開始30周年記念ドラマ / 勇者は語らず（1983年、NHK）
- 天まであがれ! パート2 第5話（1983年、NTV）
- 事件記者チャボ! 第16話「えっ、チャボがドロボー!?」（1984年、NTV） - 毎朝新聞キャップ
- 気分は名探偵 第13話「突然ですが結婚します!」（1984年、NTV） - 山下勉
- ザ・サスペンス / 秘められた心中（1984年、TBS）
- 日立テレビシティ / 輝きたいの 第3、4話（1984年、TBS）
- うちの子にかぎって… 第2シリーズ 第12話「女心がわからないんです…」（1985年、TBS） - ラジオ司会者
- ドラマ人間模様 / 樋口一葉 われは女成りけるものを…（1985年、NHK）
- NHK大河ドラマ
  - 獅子の時代（1980年） - 政府高官
  - 峠の群像（1982年） - 町人
  - 山河燃ゆ（1984年） - 医師
  - 春の波涛（1985年） - 重役
- NHK新大型時代劇 / 武蔵坊弁慶（1986年） - 根井行親 ※第12話では方言指導も担当
- イキのいい奴 第5話「花火は火花」（1987年、NHK）

### 映画
- 馬鹿が戦車でやってくる（1964年、松竹）

### 舞台
- ゴールデン・ボーイ（1954年、劇団七曜会） - ボクサー[13]
- 海鳴りの底から（1964年、劇団三期会） -　丁助[14]
- 木口小平氏は犬死（1964年、劇団三期会） - 木口小平氏[14]

### テレビアニメ
1963年
- 鉄腕アトム (アニメ第1作)（宇宙人たち、マギー星人）

1964年
- 狼少年ケン（1964年 - 1965年）

1965年
- 宇宙パトロールホッパ
- ジャングル大帝（商人）
- W3（F1号、有金大造の執事の三太夫）

1967年
- 悟空の大冒険（ロンパリジム、家事ババ、影）

1969年
- アタックNo.1（猪野熊監督〈2代目〉）
- 巨人の星（1969年 - 1971年）

1970年
- 赤き血のイレブン

1972年
- アストロガンガー（ブラスター13）
- 正義を愛する者 月光仮面 ※第11話

1973年
- 侍ジャイアンツ（中尾碩志）

1975年
- 鋼鉄ジーグ（マシンファーザー〈司馬遷次郎〉、ナレーション）

1976年
- ゴワッパー5 ゴーダム（戸川博士）
- 母をたずねて三千里

1977年
- あらいぐまラスカル（マイク・コンウェイ）

1980年
- 怪物くん（第2作）

1984年
- ドラえもん（テレビ朝日版第1期）（ホイの父）

### 劇場アニメ
- 巨人の星 行け行け飛雄馬（1969年）
- アタックNo.1 涙の世界選手権（1970年、猪野熊コーチ[19]）
- アタックNo.1 涙の回転レシーブ（1970年、猪野熊コーチ）
- 巨人の星 大リーグボール（1970年）
- ドラえもん のび太の大魔境（1982年、ブルスス）

### 吹き替え

#### 洋画
- エアポート'77/バミューダからの脱出（ニコラス・セント・ダウンズIII世〈ジョゼフ・コットン〉）※テレビ朝日版
- キャグニーハリウッドへ行く（ジェームズ・キャグニー）
- ショーン・コネリー/盗聴作戦（デラニー、取締官）
- 頭上の敵機（カイザー大尉〈ポール・スチュワート〉）
- 戦略大作戦
- 太陽がいっぱい（フレディ〈ビリー・カーンズ〉）※フジテレビ版
- ハスラー ※フジテレビ版
- バルジ大作戦 ※NET版
- フレンチ・コネクション（クレイン〈ソニー・グロッソー〉）
- ロンメル軍団を叩け（ハインツ・シュローダー大尉〈カール＝オットー・アルベルティ〉）※フジテレビ版

#### 海外ドラマ
- アメリカン・ヒーロー
- 宇宙大作戦（トーマス・レイトン博士、空軍憲兵隊軍曹）
- 奥さまは魔女（パイロット）
- 刑事コロンボ 死の方程式（エヴァレット・ローガン副社長〈ウィリアム・ウィンダム〉）
- 真説フランケンシュタイン（ヘンリー〈デヴィッド・マッカラム〉）
- スパイ大作戦
  - 大量殺戮兵器（技師）
  - 死の商人（訊問官）
- 特捜班CI-5（プラム〈ジョン・サヴィデント〉）
- マルコ・ポーロ シルクロードの冒険（イエリ・ショー〈チャン・マー〉）
- ララミー牧場（スリム・シャーマン〈ジョン・スミス〉）

#### 人形劇
- 宇宙船シリカ（ヒマラヤ博士）
- 海底大戦争 スティングレイ 海底の砂漠（プレスコット）
- サンダーバード
  - 原子力機ファイヤーフラッシュ号の危機（テスト機機長）
  - 超音ジェット機レッドアロー（ジム・モリッシュ）
  - 危険な遊び（ウィリアムズ）
- キャプテン・スカーレット
  - 無人戦車ユニトロン（ストーム大佐）
  - ミステロン探知機を出せ!（ギアデロ博士）

### 特撮
- イナズマンF（1974年） - ナイフデスパーの声、スプレーデスパーの声
- UFO大戦争 戦え! レッドタイガー（1978年） - 指揮官の声
- ロボット8ちゃん（1981年） - ゴキブリアンの声（33、34話）

### ラジオドラマ
- オールナイトニッポン特別番組「がんばれ元気」
- HBC小劇場「犬神歩き」（1963年、北海道放送）
- QR現代劇場「106時間－急行越路の記録」（1963年）
- R1浪曲ドラマ「大江戸三国志」（1964年）